# Llei d'Okun

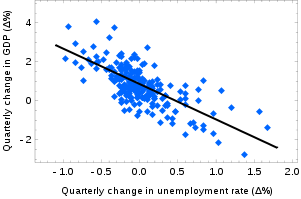
Gràfica dels Estats Units amb dades trimestrals (no anualitzada) de 1947 a 2002 que estima una forma de la versió diferència de la llei d'Okun: % de canvi PNB = 0,856-1,827 * (Canvi Taxa de desocupació). R^2 de 0.504. Diferències amb altres resultats es deuen en part a la utilització de les dades trimestrals.

L'anomenada llei d'Okun és una observació empírica que assenyala la correlació existent entre els canvis en la taxa d'atur i el creixement d'una economia. Va ser proposada el 1962 per l'economista nord-americà Arthur Okun a l'article "Potential GNP: Its Measurement and Significance".
Okun va assenyalar que per mantenir els nivells d'ocupació, una economia necessitava créixer cada any entre el 2,6% i el 3%. Qualsevol creixement inferior significava un increment de la desocupació degut a la millora de la productivitat. La llei d'Okun assenyala a més, que una vegada mantingut el nivell d'ocupació gràcies al creixement del 3%, per aconseguir disminuir la desocupació cal créixer dos punts percentuals per cada punt de desocupació que es vulgui reduir.
Aquesta “llei” és només una observació empírica, ja que no és possible demostrar-la. Okun es va basar en dades dels anys 1950 als Estats Units, i a més va avisar que aquesta teoria només és efectiva quan la taxa de desocupació està entre el 3 i 7,5%. Tot i això, la regla s'ha complert aproximadament en la majoria de casos, i per això és considerada com una observació molt fiable en macroeconomia. El percentatge exacte depèn del període i país considerats, encara que el més normal és que estigui al voltant del 2,5% (entre 2 i 3). El fet que el coeficient no sigui predictible fa que alguns considerin aquesta regla poc apropiada.

## Formulació matemàtica de l'observació d'Okun
La llei d'Okun pot ser expressada de la manera següent:
| Símbol                          | Nom                                                                             |
| ------------------------------- | ------------------------------------------------------------------------------- |
| {\displaystyle {\overline {Y}}} | PIB natural o producció potencial                                               |
| {\displaystyle Y}               | PIB real                                                                        |
| {\displaystyle {\overline {u}}} | Taxa natural d'atur                                                             |
| {\displaystyle u}               | Taxa real de desocupació                                                        |
| {\displaystyle c}               | Factor que relaciona els canvis a la desocupació amb els canvis en la producció |

La llei d'Okun tal com s'ha mostrat abans és difícil d'usar a la pràctica perquè {\displaystyle {\overline {Y}}} i {\displaystyle {\overline {u}}} poden ser només estimats, mai mesurats. Una forma més corrent d'expressar la llei, expressada en forma de taxa de creixement de la llei d'Okun, relaciona els canvis en la producció amb els canvis a la desocupació:
| Símbol                   | Nom                                                                             |
| ------------------------ | ------------------------------------------------------------------------------- |
| {\displaystyle Y}        | PIB real                                                                        |
| {\displaystyle \Delta Y} | Canvi a la producció real des d'un any al següent                               |
| {\displaystyle \Delta u} | Canvi a la desocupació real des d'un any al següent                             |
| {\displaystyle c}        | Factor que relaciona els canvis a la desocupació amb els canvis en la producció |
| {\displaystyle k}        | Percentatge anual de creixement de la producció de plena ocupació               |

## Relació Imperfecta
La llei d'Okun es diu amb més precisió "regla d'Okun d'or", ja que és principalment una observació empírica més que un resultat derivat de la teoria. La llei d'Okun és aproximada perquè els factors diferents de l'ocupació (com la productivitat) afecten la producció. A la declaració original d'Okun de la seva llei, un augment del 2% de la producció correspon a una disminució de l'1% en la taxa d'atur cíclic; un augment del 0,5% a la taxa d'activitat; un augment del 0,5% a les hores treballades pels empleats; i un augment de l'1% de la producció durant les hores treballades (productivitat laboral).
La llei d'Okun estableix que un augment d'un punt a la taxa d'atur cíclic s'associa amb dos punts percentuals de creixement negatiu del PIB real. La relació varia en funció del país i del període considerat.
La relació ha estat provada mitjançant la regressió del PIB o el creixement del PIB en el canvi a la taxa d'atur. Martin Prachowny calcula sobre una disminució del 3% a la producció per cada augment de l'1% a la taxa d'atur. Tot i això, ha argumentat que la major part d'aquest canvi en la producció es deu en realitat als canvis en factors diferents del de la desocupació, com la utilització de la capacitat i les hores treballades. La celebració d'aquests altres factors constants redueix l'associació entre la desocupació i el PIB al voltant del 0,7% per cada 1% de variació a la taxa d'atur (Prachowny 1993). La magnitud de la disminució sembla estar disminuint amb el temps als Estats Units. D'acord amb Andrew Abel i Ben Bernanke, les estimacions basades en dades d'anys més recents donen una disminució del 2% en la producció per cada 1% d'augment de la desocupació (Abel i Bernanke, 2005).
Hi ha diverses raons per les quals el PIB pot augmentar o disminuir amb més rapidesa que les disminucions o augments de desocupació:
A mesura que augmenta la desocupació,
- una reducció en l'efecte multiplicador creat per la circulació de diners dels empleats
- aturats poden caure fora de la força de treball (deixar de buscar feina), després de tot això ja no es compten en les estadístiques de desocupació
- treballadors empleats poden treballar menys hores
- la productivitat del treball pot disminuir, potser perquè els ocupadors retenen més treballadors dels que necessiten

Una de les conseqüències de la llei d'Okun és que un augment en la productivitat del treball o un augment en la mida de la força de treball pot significar que la producció neta real creix sense caure les taxes de desocupació net (el fenomen de "creixement sense feina").

## La derivació de la forma de la taxa de creixement de la llei d'Okun
Comencem amb la primera forma de la llei d'Okun:
{\displaystyle ({\overline {Y}}-Y)/{\overline {Y}}=1-Y/{\overline {Y}}=c(u-{\overline {u}})}
{\displaystyle -1+Y/{\overline {Y}}=c({\overline {u}}-u).}
Prenent diferències anuals a banda i banda, obtenim
{\displaystyle \Delta (Y/{\overline {Y}})=(Y+\Delta Y)/({\overline {Y}}+\Delta {\overline {Y}})-Y/{\overline {Y}}=c(\Delta {\overline {u}}-\Delta u).}
Posant tots dos numeradors sobre un denominador comú, obtenim
{\displaystyle ({\overline {Y}}\Delta Y-Y\Delta {\overline {Y}})/({\overline {Y}}({\overline {Y}}+\Delta {\overline {Y}}))=c(\Delta {\overline {u}}-\Delta u).}
Multiplicant el costat esquerre per {\displaystyle ({\overline {Y}}+\Delta {\overline {Y}})/Y,} que és aproximadament igual a 1, s'obté
{\displaystyle ({\overline {Y}}\Delta Y-Y\Delta {\overline {Y}})/({\overline {Y}}Y)=\Delta Y/Y-\Delta {\overline {Y}}/{\overline {Y}}\approx c(\Delta {\overline {u}}-\Delta u)}
{\displaystyle \Delta Y/Y\approx \Delta {\overline {Y}}/{\overline {Y}}+c(\Delta {\overline {u}}-\Delta u).}
Suposem que {\displaystyle \Delta {\overline {u}}}, el canvi a la taxa natural d'atur, és aproximadament igual a 0. També suposem que {\displaystyle \Delta {\overline {Y}}/{\overline {Y}}}, la taxa de creixement de la completa sortida d'ocupació, és aproximadament igual al seu valor mitjà, {\displaystyle k} . Així s'obté finalment:
{\displaystyle \Delta Y/Y\approx k-c\Delta u.}

## Utilitat de la llei d'Okun
A través de la comparació entre les dades reals i la predicció teòrica, la llei d'Okun ha demostrat ser una eina molt valuosa en la predicció de tendències entre la desocupació i el PIB real. La llei d'Okun ha brindat una eina de política per avaluar els costos de la desocupació. No obstant això, l'exactitud de les dades teòricament demostrada a través de la llei d'Okun en comparació dels números del món real resulta ser generalment incorrecte. Això és degut a les variacions en el coeficient d'Okun. Molts conclouen que la informació demostrada per la Llei d'Okun per ser acceptable fins a cert punt. A més, algunes troballes han arribat a la conclusió que la llei d'Okun tendeix a tenir més taxes d'exactitud en les prediccions a curt termini, en lloc de les prediccions a llarg termini. Els analistes han conclòs que això és cert, a causa de les condicions del mercat no previstes que puguin afectar el coeficient d'Okun.
Com a tal, la Llei d'Okun és generalment acceptable pels analistes com una eina per a l'anàlisi de tendències a curt termini entre la desocupació i el PIB real, en lloc de ser utilitzat per a anàlisis a llarg termini, així com per a càlculs numèrics poc precisos.